# Xã East Goshen, Quận Chester, Pennsylvania
Xã East Goshen (tiếng Anh: East Goshen Township) là một xã thuộc quận Chester, tiểu bang Pennsylvania, Hoa Kỳ. Năm 2010, dân số của xã này là 18.026 người.